# عکس برگردان سرامیکی
عکس برگردان سرامیکی (به انگلیسی: Ceramic decal) یک سیستم انتقال است که برای اعمال تصاویر یا طرح‌های از پیش چاپ شده روی ظروف سرامیکی، ظروف و کاشی‌های تزئینی و ظروف شیشه‌ای استفاده می‌شود.
یک عکس برگردان معمولاً از سه لایه تشکیل شده است: لایه رنگ یا تصویر که طرح تزئینی را در بر می‌گیرد. پوشش، یک لایه محافظ شفاف، که ممکن است دارای یک شیشه با ذوب کم باشد. و کاغذ پشتی که طرح روی آن با چاپ سیلک یا چاپ سنگی، چاپ شده است. روش‌های مختلفی برای انتقال طرح در حین برداشتن کاغذ پشتی وجود دارد که برخی از آنها برای کاربرد ماشینی مناسب هستند.
روش عکس برگردان اغلب برای تزئین سفال استفاده می‌شود. برای این کار از کاغذ مخصوص استفاده می‌شود اما رنگ‌های سرامیکی را نمی‌توان مستقیماً چاپ کرد و برای چاپ واقعی با لاک و رنگ و سپس گردگیری می‌شود. عکس برگردان رنگی به سمت پایین روی ظروف اندازه قرار داده می‌شود، محکم مالیده می‌شود و سپس کاغذ را اسفنج می‌کنند.

## اصطلاحات معادل
اصطلاح «عکس برگردان سرامیکی» معادل آمریکایی اصطلاحات انگلیسی بریتانیایی ‏ «انتقال (‏transfer)» یا «لیتو (‏litho)» است.